# Симмонс, Говард
Говард Симмонс (англ. Howard Ensign Simmons, Jr.; 17 июня 1929 — 26 апреля 1997) — американский химик-органик, известный благодаря своим новаторским работам в различных областях химии. На протяжении почти всей жизни работал в крупной американской химической компании DuPont.

## Биография
Говард Е. Симонс Мл. родился в Норфолке, штат Вирджиния, 17 июня 1929 года. Он был единственным ребёнком в семье. Мужчины по линии отца были капитанами дальнего плавания, родственники по линии матери были баварские энтомологи, среди которых известный ученый Якоб Хюбнер, составивший первый каталог североамериканских бабочек. Родители поощряли его стремление изучать химию, и с 12 лет Говард начал проводить свои первые эксперименты в небольшой лаборатории, построенной его отцом. В школе Говарда привлекало изучение языков, в старших классах он 3 года подряд побеждал на государственных конкурсах по французскому, за что получил приглашение на бюджетную форму обучения в Виргинский университет. Но интерес к науке одержал верх, и в 1947 году он решил поступить в Массачусетский технологический институт. Много лет спустя Говард говорил: 
В моей голове очень рано закрепилось то, что я хотел стать химиком… Я думаю, это удивительно для ребенка узнать, что весь мир состоит из химических веществ… возможно, мы можем получить контроль над всем этими вещами, если достаточно узнаем о них.
Несмотря на то, что Говард начал обучение в институте среди отстающих, по окончании обучения он был лучшим по химии. Свои научные работы он выполнял под руководством Джона Д. Робертса. После получения докторской степени Говард был основным кандидатом на ставку младшего научного сотрудника в Калифорнийский технологический институт, но он выбрал работу в промышленности.
В 1954 году Симмонс принял предложение о работе в компании DuPont от Теодора Л. Кэрнса. В 1959 году Говарда назначили научным руководителем. На этом его карьера не закончилась, в 1983 году он стал вице-президентом Центрального отдела исследований, а в 1990 году — одновременно вице-президентом и старшим научным руководителем. В 1992 году он вышел на пенсию после 37 лет работы в компании.

## Научные исследования

### Исследования в МТИ
В дипломной работе на получение степени бакалавра Говард вместе с Джоном Д. Робертсом исследовал механизм реакции солей серебра карбоновых кислот с йодом. В рамках работы на степень магистра изучал химию циклобутенонов, но эта работа была вскоре приостановлена.
После этого Говард занялся исследованием интермедиата дегидробензола, получаемого отщеплением НСl от молекулы хлорбензола под действием сильного основания, амида натрия.
Говард Симмонс сыграл ключевую роль в этом открытии, которое увековечено почти в каждом простейшем учебнике, не только как доказательство существования дегидробензола, но и как яркий пример использования изотопной метки для установления механизма реакции.
Докторская работа посвящена изучению сольволиза оптических изомеров оксида циклооктена и выполнена с Артуром Коупом.

### Исследования в компании Dupont
После получения докторской степени, Говард выбрал для себя должность в химическом отделе (впоследствии Центральный отдел исследований) в компании DuPont в 1954 году. Ранние работы Говарда посвящены использованию высокореакционных интермедиатов в синтезе. Детально изучена реакция CH2I2 с цинком, в ходе которой выделяется газ — этилен, образующийся в результате димеризации нестабильного метилена, СН2. Позднее это привело к открытию общей схемы синтеза циклопропанов, ныне всемирной известной как реакции Симонса-Смита.
Став руководителем исследований в 1959 году, Говард продолжал изучение экзотических интермедиатов — на этот раз цианонитрена, вещества, образующегося при нагревании цианазида.
Это открыло возможности для синтеза цианозамещенных продуктов простым добавлением его к ароматическим углеводородам, алканам и алкенам. Говард использовал изотопную метку, чтобы показать, что цианонитрен первоначально образуется в синглетном состоянии, а затем переходит в более стабильное триплетное состояние.
В 1960—1970 годы Симмонс изучил возможности получения соединений полициана, а также совместно со своей научной группой синтезировал много новых веществ, таких как тетрацианотиофен, тетрацианопиррол и пентацианоциклопентадиен.

Говард внес вклад в изучение механизма реакции циклоприсоединения, приведя первый пример нестереоспецифичного полярного 
[2+2]-циклоприсоединения, протекающего через образование цвиттер-иона.
Совместно с Парком проведены работы по изучению гибких бициклических молекул диаминов. Они предложили схему синтеза бициклических аминов и обнаружили уникальную способность к in-out изомеризации, в процессе которой хлорид-ион может находиться внутри или вне углеводородной полости в зависимости от рН и числа атомов углерода (n = 6-10), связанных с атомами азота.

Додекаэдран

Наряду с развитием практической химии Симмонс сделал существенный вклад в теоретическую. Применяя теоретические методики Р. Паризера (сотрудник DuPont) для фундаментальных представлений о стереоизомерах плоских, линейных и кросс-сопряженных полиенов, открыл понятия спиросопряжения и ароматических соединений в виде трилистника.
7 сентября 1956 года Говард Симмонс и Эдвард Л. Дженнер подали на рассмотрение Т. Л. Кэрнсу свою работу «Додекаэдран. Новый структурный тип». В работе детально описана геометрия и возможность захвата иона в полость молекулы додекаэдрана, а также представлена возможная схема синтеза C20H20 димеризацией трициклодекатриена. Независимо от них данная схема была предложена Робертом Б. Вудвордом, однако она оказалась неосуществимой. Позднее додекаэдран был получен гораздо более сложным способом Лео А. Пакетом и сотрудниками.
В 1989 году вместе с Р. Е. Меррифилдом опубликовали монографию «Топологические методы в химии», в которой они применили комбинаторный анализ структур для количественного описания молекулярной комплексности и изменений прочности связей в молекулах, что хорошо согласуется с квантово-механическими 
 расчетами.

## Награды и премии
За свои исследовательские работы Говард Симмонс был удостоен следующих почетных званий и наград:

1975 г. — член Национальной академии наук, член Американской академии искусств и наук, премия Делавэра Американского химического общества

1981 г. — член Американской ассоциации содействия развитию науки

1987 г. — почётная степень доктора наук Политехнического института Ренсселера

1990 г. — член Национального научного совета академии наук

1991 г. — медаль Чендлера университета Колумбии

1992 г. — Национальная научная медаль США

1993 г. — почётная степень доктора наук университета Делавэра

1994 г. — медаль Пристли Американского химического общества, медаль Лавуазье компании DuPont.

## Семья
С 12 лет он рос вместе с Элизабет Уоррен в Норфолке, они вместе закончили среднюю школу Мори Хай Скул. Она получила степень в колледже Вильгельма и Марии. 1 сентября 1951 года они поженились. Оба их сына, Джон и Говард Симмонс III, получили степень доктора по органической химии, Джон — в Йельском университете, Говард — в Гарварде, и также работают в компании DuPont.

## Интересные факты
Говард Симмонс был исключительно интересной личностью с выдающимся интеллектом и сообразительностью, что по-настоящему впечатляло. Он выступал с лекциями в крупных университетах, таких как Чикагский университет, Гарвард и университет Делавэра. Какой бы сложной ни была задача, Говард вникал в неё настолько глубоко, насколько это было возможно. Один из коллег сказал о нём:
Говард всегда стремился открыть неизвестное. Он не успокаивался, если мы получали стабильное соединение; он хотел знать, что произойдет, если на вещество подействовать чем-либо.
А один из председателей DuPont’а сказал:
Он обладал феноменальными по своей глубине и ширине  интересами и невероятными знаниями в технических областях.
Он был убежденным политическим консерватором и относился с презрением к большинству современных либеральных мыслей. С ним можно было спорить по поводу политики, и при этом оставаться его близким другом, так как эти споры не носили личного характера.
Говард был опытным лингвистом, знал французский, немецкий, латынь, греческий, язык древних Майя. Также он изучал русский, испанский и суахили.
Также он был ненасытным и разносторонним читателем: детективы, история гражданской войны, наука, археология, математика, лодочный спорт — все привлекало его внимание. Домашняя библиотека ученого насчитывала 15-20 тысяч книг.
Среди пожизненных интересов также были руины и иероглифы, в 1965 году вместе со своим коллегой Биллом Филипсом он отправился в Тикаль (Гватемала), чтобы посмотреть на руины.
Наряду с этим он играл на валторне, аккордеоне и фортепиано, а также собирал марки и монеты.
От отца он унаследовал любовь к морю и часто плавал на большой моторной лодке по Чесапикскому заливу, чтобы побыть в одиночестве или почитать. Все его лодки носили название «Ahau» в честь бога солнца Майя.
Он был убежденным политическим консерватором и относился с презрением к большинству современных либеральных мыслей. С ним можно было спорить по поводу политики, и при этом оставаться его близким другом, так как эти споры не носили личного характера. Говард был хорошо начитанным и обладал обширными знаниями в различных областях.

Взгляды на физические упражнения можно охарактеризовать цитатой американского критика и журналиста Александра Х. Вулкотта:
Если мне в голову приходит мысль об упражнениях, я уверен, что достаточно подождать, и мысль уйдет.
 Его любимым занятием были водные прогулки на моторной лодке.
На протяжении большей части своей жизни, Говард Симмонс был заядлым курильщиком, и умер после длительной борьбы с раком легких и сердечными заболеваниями 26 апреля 1997 года.